# Arnaville
Arnaville là một xã trong vùng Grand Est, thuộc tỉnh Meurthe-et-Moselle, quận Toul, tổng Thiaucourt-Regniéville. Tọa độ địa lý của xã là 49° 00' vĩ độ bắc, 06° 01' kinh độ đông. Arnaville nằm trên độ cao trung bình là 200 mét trên mực nước biển, có điểm thấp nhất là 171 mét và điểm cao nhất là 354 mét. Xã có diện tích 5,22 km², dân số vào thời điểm 2005 là 595 người; mật độ dân số là 114,4 người/km².

## Thông tin nhân khẩu
| 1962 | 1968 | 1975 | 1982 | 1990 | 1999 |
| ---- | ---- | ---- | ---- | ---- | ---- |
| 665  | 663  | 640  | 583  | 597  | 609  |